# Johann Daniel Meier
Johann (John) Daniel Meier  (* 5. Mai 1804 in New York City; † 3. Oktober 1871 in Bremen) war ein Jurist, Bremer Senator und Bremer Bürgermeister.

## Biografie
Meier war der Sohn des Kaufmanns Hermann Henrich Meier (1779–1821) und der Ältermann-Tochter Lucie geb. Warneken. Er war der Enkel von Bürgermeister Diederich Meier (1748–1802) und Neffe von Senator und Bürgermeister Diederich Meier (1787–1857). Er war in zweiter Ehe verheiratet mit Margarethe Rommel, Tochter eines Präsidenten des Obergerichts in Kassel.
Nach dem Abitur studierte er ab 1822 Rechtswissenschaften an der Universität Göttingen und der Universität Heidelberg; er promovierte 1825/26 zum Doktor der Rechtswissenschaften an der Universität Göttingen. Nach der Prüfung in Lübeck war er in Bremen als Advokat tätig.
1844 wurde er Senator in Bremen. Von 1862 bis 1865 und wieder von 1868 bis 1871 war er Bremer Bürgermeister und schied durch seinen Tod aus seinem Amt. Er war Präsident des Senats 1863, 1865, 1868 und 1870. 1869 ließ er in Horn, Horner Heerstraße 7,  das Haus Meier für sich bauen.